# Levi Heinemann
Levi Heinemann (auch: Levy Heinemann; geboren 1785; gestorben 3. November 1861 in Hannover) war ein Königlich Westphälischer, dann Königlich Großbritannischer und Kurfürstlich Hannoverscher und zuletzt Königlich Hannoverscher Beamter und Eisenfaktor. Er war Ältester und Vorsteher der Jüdischen Gemeinde von Hannover sowie Hof-Bankier der Welfen und insbesondere einer der ersten Persönlichkeiten jüdischen Glaubens mit Bürgerrechten in der seinerzeitigen Residenzstadt und – späteren – niedersächsischen Landeshauptstadt.

## Leben

### Familie
Levy Heinemann war Sohn von Nehemias Levy Heinemann und der Betty Levy Heinemann. Er heiratete Jeannette Samson Hertz, mit der er die Kinder Marianne Bresslau sowie Karl, Bertha und Sophie Heinemann hatte.

### Vorgeschichte und Werdegang
Nachdem zuletzt im Jahr 1588 ein quasi gesetzliches Verbot der Niederlassung von Juden für die (Alt-)Stadt Hannover erlassen worden war, änderte sich diese Situation erstmals während der sogenannten „Franzosenzeit“, während der Besetzung Hannovers durch französische Truppen zu Anfang des 19. Jahrhunderts unter dem Marschall Mortier und Napoleons Bruder Jérôme Bonaparte: Jérôme Bonaparte verordnete am 27. Januar 1808 als nunmehriger König von Westphalen die Niederlassungs- und Gewerbefreiheit und zugleich die Gleichberechtigung der Juden im Rahmen allgemein geltender Vorschriften. Etwa zu jener Zeit wagte es neben David Jaques auch Levi Heinemann, seinen Wohnsitz in der alten Stadt Hannover zu nehmen.
Nach der Wiederherstellung der Regierungsgewalt der Welfen und der Aufhebung der westphälischen Gesetze war das „[…] goldene Zeitalter der Juden“ zunächst wieder vorbei.
Einer der beiden längerfristigen hannoverschen Bürger jüdischen Glaubens mit den vollen politischen Rechten der Stadt Hannover war vermutlich zunächst der Stahlfedernfabrikant Zacharias Cohen, der am 20. April 1843 in das hannoversche Bürgerbuch eingetragen wurde, wenngleich er noch in der Calenberger Neustadt wohnte – die sich im Jahr 1824 mit Hannover vereinigt hatte. Der Königliche Eisenfaktor und Bankier Levy Heinemann hingegen wurde zwar erst am 29. Mai 1843 in das hannoversche Bürgerbuch eingetragen, wohnte damals aber bereits in der Altstadt Hannovers in der Marktstraße unter der Hausnummer 45. Laut einer Fußnote in Selig Gronemanns Genealogischen Studien … hatte der Rechnungsrat August Altendorf Gronemann mündlich informiert, diese frühe Erlaubnis zur Niederlassung habe Levi Heinemann durch Vermittlung der Gräfin von Platen erhalten, nach der Heinemann zunächst zum königlichen Beamten gemacht und zum Königlichen Eisenfaktor ernannt worden war, um dadurch das erneut in Kraft getretene gesetzliche Niederlassungsverbot für Juden in der Altstadt Hannovers zu umgehen.
Dem Niederlassungs-Vorbild Cohens und Heinemanns folgten nun zwar auch andere – wohlhabende – jüdische Neubürger Hannovers in rascher Folge, darunter der am 18. September 1843 in das Bürgerbuch eingetragene Bankier Adolf Behrend, der gleichzeitig ein „[…] repräsentatives Grundstück in der Georgstraße 18 an der Ecke der Windmühlenstraße“ erwarb.
Doch erst als während der Deutschen Revolutionsjahre der greise – und bis dahin im Sinne eines vermeintlichen Gottesgnadentums wieder und noch absolutistisch regierende – König Ernst August am 5. September 1848 die „[…] völlige Glaubens- und Gewissensfreiheit“ verkündete, verband der Landesherr damit zunächst auch die gleichen politischen und bürgerlichen Rechte für alle – männlichen erwachsenen – Einwohner des Königreichs.
Levi Heinemann starb in der Residenzstadt des Königreichs Hannover zur Zeit König Georg V., als dessen Hofbankier Heinemann handelte, im Jahr 1861. Er wurde auf dem Jüdischen Friedhof an der Oberstraße in der Nordstadt von Hannover bestattet.